# 埃瓦特 (密歇根州)
埃瓦特（英語：Evart，/ˈɛvərt/ EHH-vərt）是一個位於美國密歇根州奧西歐拉縣的城市。

## 人口
根據2020年美國人口普查的數據，埃瓦特的面積為6.55平方千米，當中陸地面積為6.38平方千米，而水域面積為0.17平方千米。當地共有人口1742人，而人口密度為每平方千米266人。